# Spartaeinae
Spartaeinae je podčeleď pavouků z čeledi skákavkovití (Salticidae). Podčeleď byla ustavena Fredem R. Wanlessem v roce 1984. Jde o paleotropické pavouky s výjimečnou rozmanitostí na území Malajsie a Indonésie. Vědci je považují za bazální (primitivní) klad, chybí jim některé pokročilé rysy jiných skákavkovitých. Ačkoliv většina členů podčeledi má pro skákavky typické velké přední oči, rody Cyrba, Gelotia a Wanlessia nikoliv. Většina druhů této podčeledi jsou araneofágní pavouci, což znamená, že se živí jinými pavouky.

## Rody
K roku 2015 bylo v rámci podčeledi vedeno celkem 29 rodů:
- Allococalodes Wanless, 1982
- Brettus Thorell, 1895
- Cocalodes Pocock, 1897
- Cocalus C. L. Koch, 1846
- Cucudeta Maddison, 2009
- Cyrba Simon, 1876
- Depreissia Lessert, 1942
- Galianora Maddison, 2006
- Gelotia Thorell, 1890
- Holcolaetis Simon, 1886
- Lapsamita Ruiz, 2013
- Lapsias Simon, 1900
- Meleon Wanless, 1984
- Mintonia Wanless, 1984
- Neobrettus Wanless, 1984
- Paracyrba Żabka & Kovac, 1996
- Phaeacius Simon, 1900
- Portia Karsch, 1878
- Soesiladeepakius Makhan, 2007
- Sonoita Peckham & Peckham, 1903
- Sparbambus Zhang, Woon & Li, 2006
- Spartaeus Thorell, 1891
- Tabuina Maddison, 2009
- Taraxella Wanless, 1984
- Thrandina Maddison, 2006
- Veissella Wanless, 1984
- Wanlessia Wijesinghe, 1992
- Yaginumanis Wanless, 1984
- Yamangalea Maddison, 2009